# Los Lagos (kommun)
Los Lagos är en kommun i Chile.   Den ligger i provinsen Provincia de Valdivia och regionen Región de Los Ríos, i den södra delen av landet, 700 km söder om huvudstaden Santiago de Chile.
I omgivningarna runt Los Lagos växer huvudsakligen savannskog. Runt Los Lagos är det ganska glesbefolkat, med 23 invånare per kvadratkilometer.